# Eduardo Valverde
Eduardo Valverde Araújo Alves (Rio de Janeiro, 19 de fevereiro de 1957 – Ji-Paraná, 11 de março de 2011) foi um político brasileiro.

## Biografia
Eduardo Valverde nasceu na cidade do Rio de Janeiro em 1957 e passou a viver no estado de Rondônia a partir de 1991.
Formado em Tecnólogo Mecânico pela Escola Federal do Rio de Janeiro e em Direito e Administração pela Universidade Federal de Rondônia. Foi eleito para Câmara do Deputados em 2003 e reeleito em 2006. Foi o presidente regional do Partido dos Trabalhadores em Rondônia e concorreu ao governo do estado nas eleições de 2010, ficando em quarto lugar nesta disputa.
O ex-deputado morreu em 11 de março de 2011, em um acidente automobilístico na rodovia BR-364, no município de Ji-Paraná.